# HyperWRT
HyperWRT – projekt firmware'u na licencji GPL dla routerów Linksysa WRT54G i WRT54GS, bazujący na oryginalnym oprogramowaniu Linksysa. Pierwotnym zamiarem projektu HyperWRT było dodanie zestawu funkcji, jak np. zwiększenie mocy nadajnika WiFi, do najnowszego firmware'u Linksysa, rozszerzającego jego możliwości, ale jednocześnie pozostającego blisko oficjalnego firmware'u.
Projekt nie jest rozwijany od 2006 roku. Zastąpił go nowszy projekt pod nazwą Tomato.
Pierwotny projekt HyperWRT został rozpoczęty w 2004 roku przez Timothy'ego Jansa (ksywa Avenger 2.0), kontynuował on jego rozwój do początków 2005 roku. Później pracę nad HyperWRT przejął programista nazywany Rupan, uaktualniał on projekt do nowych wersji firmware'u Linksysa.
Następnie, również w 2005 roku, dwóch programistów tofu i Thibor przejęli opiekę nad projektem i stworzyli dwie jego wersje. HyperWRT +tofu dla routera WRT54G i HyperWRT Thibor dla WRT54GS. Obaj często ze sobą współpracowali, wymieniali się poprawkami i nowymi funkcjami oprogramowania. Również obaj stworzyli firmware dla routera WRTSL54GS. Po lutym 2006 roku, tofu zaprzestał prac nad swoim projektem, a kod źródłowy został włączony do projektu HyperWRT Thibor.
HyperWRT Thibor obsługuje następujące routery: WRT54G/WRT54GL/WRT54GS i WRTSL54GS. Oprogramowaniem HyperWRTR jest niekompatybilne z routerami WRT54G i WRT54GS od wersji 5.0 wzwyż. W modelach tych zmieniono system operacyjny z Linuksa na VxWorks i zredukowano pamięci flash do 2 MB.